# Pauserna-Guarasug'wä

Pauserna-Guarasug'wä, Darstellung von 1915

Die Pauserna-Guarasug'wä sind ein Tupí-Guaraní-Volk, welches in Ostbolivien, an der Grenze zu Brasilien siedelt. Erstmals erforscht und linguistisch untersucht wurde es vom österreichischen Ethnologen Friedrich von Horn Fitz-Gibbon (1919–1958).